# Berberei
Als Berberei oder Barbarei wurde vom 16. bis ins 19. Jahrhundert die Region Nordafrikas zwischen dem Mittelmeer und der Sahara sowie zwischen dem Atlantischen Ozean und Ägypten bezeichnet. Sie entspricht daher nach räumlicher Einteilung dem Begriff Maghreb. Die dort befindlichen Staaten wurden als Barbareskenstaaten bezeichnet.
Im Zuge der Kolonialisierung dieser Gebiete durch europäische Mächte (z. B. Frankreich) setzten sich (teilweise neugeschaffene oder wiederbelebte) Bezeichnungen von Einzelstaaten zur Einteilung der Berberei durch: Marokko, Algerien, Tunesien und Libyen.
Der Name bezieht sich auf die Berber, die den Hauptbevölkerungsanteil in dieser Region stellen.